# 唐愷
唐愷，字虞卿，山東濟南府武定州陽信縣人，民籍，明朝政治人物。進士出身。

## 生平
早年出身縣學生，山東鄉試第六十四名。成化十四年（1478年）戊戌科會試第二百十三名，殿試登進士第三甲第一百九十二名。弘治七年（1494年）任扬州府知府。

## 家族
曾祖父唐名得。祖父唐振，曾任典史。父亲唐韶，曾任知縣。